# Seweryn Kniaziołucki
Seweryn Kniaziołucki (ur. 24 marca 1853 w Strzałkowcach, zm. 24 lutego 1913 w Wiedniu) – c. k. urzędnik, minister.

## Życiorys
Urodził się 24 marca 1853 w Strzałkowcach. Ukończył studia na Wydziale Prawa Uniwersytetu Lwowskiego uzyskując tytuł doktora praw. Wstąpił do służby państwowej Austro-Węgier. Od 1872 przez siedem lat pracował przy Kolei Arcyksięcia Albrechta. Od 1879 przez 12 lat był zatrudniony w towarzystwie Bodenkreditanstalt na stanowisku referenta sekcji hipotecznej. Od 1 kwietnia 1892 był starszym referentem austriackich kolei państwowych, później mianowany radcą. Od 25 października 1895 był radcą ministerialnym w C. K. Ministerstwie Skarbu sprawował funkcję szefa sekcji prezydialnej (kierował wówczas departamentem prezydialnym, departamentem prasowym – częścią Dziennika Rozporządzeń, personaliami kierujących władz skarbowych). Od 1897 był tytularnym szefem sekcji, a od 1899 rzeczywistym. Ponadto był komisarzem rządowym w Zakładzie Kredytowym dla Handlu i Przemysłu. Został ministrem finansów w powołanym 3 października 1899 rządzie Manfreda Clary-Aldringena, istniejącego do grudnia 1899. W tym czasie m.in. przysłużył się dziennikarstwu, przeforsował zniesienie stempla dziennikarskiego uwalniając prasę od opodatkowania. Do kwietnia 1910 pozostawał szefem prezydialnym Ministerstwa Skarbu. Wówczas na własną prośbę odszedł ze służby. Następnie wstąpił do stowarzyszeń: zarządu Towarzystwa Kolei Orientalnych, Towarzystwa Przemysłu Handlowego i Drutowego, Towarzystwa Kopalń Żelaza i Fabryk Stali w Freistadt, Towarzystwa Przemysłu Lasowego „Urania” w Budapeszcie. Zmarł 24 lutego 1913 w Wiedniu w wieku 60 lat.

## Odznaczenia i wyróżnienia
- Kawaler Orderu Leopolda – Austro-Węgry
- Order Korony Żelaznej II klasy – Austro-Węgry (1901)
- Wielka Wstęga Orderu Franciszka Józefa – Austro-Węgry (1910)
- Wielka Wstęga Orderu Daniły I – Czarnogóra
- Order Królewski Korony III klasy – Prusy
- Order Świętego Michała III klasy – Bawaria
- Order Korony Rumunii
- Godność tajnego radcy (1907)
- Honorowe obywatelstwo Rohatyna (1909)[1]
- Tytuł członka honorowego Towarzystwa Dziennikarzy Polskich